# 张新林
张新林（1992年6月4日—），是一名中国足球运动员，现效力于中国足球超级联赛球队江苏舜天。

## 俱乐部生涯
张新林在2011年和2012年代表江苏青年参加中国足球乙级联赛。
2014年，张新林进入中国足球超级联赛球队江苏舜天一线队。5月25日，他在江苏舜天1比0击败上海东亚的比赛第86分钟替补吉翔出场，上演中超联赛首秀。